# 慢生根瘤菌科
慢生根瘤菌科（學名：Bradyrhizobiaceae）是細菌的一個科，其下包括有十個屬。
它們包括與植物相關的細菌，例如慢生根瘤菌属（Bradyrhizobium）就是一種生長於豆科植物根部的根瘤菌，有固氮作用。亦有其他與動物相關的細菌，例如過往我們以為會引起的貓抓熱的Afipia felis。
餘下的物種有自由生活的，例如：紅假單胞菌屬(Rhodopseudomonas)的紫細菌，存在於海水與泥土裡。光從屬異營生物Rhodopseudomonas palustris也屬於本科物種，其DX-1品種能夠在不產生氫氣而產生電流，可作為新一代的生物發電材質。
存在於空氣中慢生根瘤菌科的細菌Afipia，以二甲基砜為其碳來源。